# Bulgarije op de Olympische Zomerspelen 1980
Bulgarije nam deel aan de Olympische Zomerspelen 1980 in Moskou, Rusland.

## Medailleoverzicht
| Sport         | Olympiër | Onderdeel                   | Medaille |
| ------------- | --- | --------------------------- | -------- |
| Boksen        | Petar Lesov | -51 kg (m)                  | Goud     |
| Gewichtheffen | Yanko Rusevv | -67,5 kg (m)                | Goud     |
| Gewichtheffen | Asen Zlatev | -75 kg (m)                  | Goud     |
| Kanovaren     | Ljoebomir Ljoebenov | C-1 1000 m (m)              | Goud     |
| Turnen        | Stojan Deltshev | rekstok (m)                 | Goud     |
| Worstelen     | Georgi Raikov | Grieks-Romeins, -100 kg (m) | Goud     |
| Worstelen     | Valentin Raychev | vrije stijl, -74 kg (m)     | Goud     |
| Worstelen     | Ismail Abilov | vrije stijl, -82 kg (m)     | Goud     |
| Atletiek      | Maria Vergova-Petkova | discuswerpen (v)            | Zilver   |
| Basketbal     | Krasimira Bogdanova Diana Braynova-Dilova Vanya Dermendzhieva Silviya Germanova Nadka Golcheva Petkana Makayeeva Penka Metodieva Angelina Mikhaylova Snezhana Mikhaylova Kostadinka Radkova Evladiya Slavcheva Penka Stoyanova | vrouwen                     | Zilver   |
| Gewichtheffen | Stefan Dimitrov | -60 kg (m)                  | Zilver   |
| Gewichtheffen | Blagoi Blagoev | -82,5 kg (m)                | Zilver   |
| Gewichtheffen | Rumen Aleksandrov | -90 kg (m)                  | Zilver   |
| Gewichtheffen | Valentin Khristov | -110 kg (m)                 | Zilver   |
| Judo          | Dimitar Zapryanov | +95 kg (m)                  | Zilver   |
| Kanovaren     | Ljoebomir Ljoebenov | C-1 500 m (m)               | Zilver   |
| Kanovaren     | Vanja Gesjeva | K-1 500 m (m)               | Zilver   |
| Paardensport  | Georgi Gadshev Svetoslav Ivanov Petar Mandazhiev | eventing team               | Zilver   |
| Roeien        | Nadya Filipova Ginka Gyurova Mariyka Modeva Rita Todorova Iskra Velinova | vier-met (v)                | Zilver   |
| Volleybal     | Yordan Angelov Dimitar Dimitrov Stefan Dimitrov Stoyan Gunchev Khristo Iliev Petko Petkov Kaspar Simeonov Khristo Stoyanov Mitko Todorov Tsano Tsanov Emil Valchev Dimitar Zlatanov                                            | zaal (m)                    | Zilver   |
| Worstelen     | Slavcho Chervenkov | Grieks-Romeins, +100 kg (m) | Zilver   |
| Worstelen     | Aleksandar Tomov | vrije stijl, -62 kg (m)     | Zilver   |
| Worstelen     | Mikho Dukov | vrije stijl, -68 kg (m)     | Zilver   |
| Worstelen     | Ivan Yankov | vrije stijl, -100 kg (m)    | Zilver   |
| Atletiek      | Petar Petrov | 100m (m)                    | Brons    |
| Boksen        | Ismail Mustafov | -48 kg (m)                  | Brons    |
| Gewichtheffen | Micho Pashov | -67,5 kg (m)                | Brons    |
| Gewichtheffen | Nedelcho Kolev | -75 kg (m)                  | Brons    |
| Judo          | Iliyan Nedkov | -65 kg (m)                  | Brons    |
| Kanovaren     | Borislav Ananiev Nikolay Ilkov | C-2 500 m (m)               | Brons    |
| Kanovaren     | Borislav Borisov Lazar Khristov Ivan Manev Bozhidar Milenkov | K-4 1000 m (m)              | Brons    |
| Roeien        | Bogdan Dobrev Mincho Nikolov Lyubomir Petrov Ivo Rusev | dubbel-vier (m)             | Brons    |
| Roeien        | Siyka Kelbecheva Stoyanka Kurbatova-Gruicheva | twee-zonder (v)             | Brons    |
| Roeien        | Ani Bakova Rumeliana Boncheva Dolores Nakova Mariana Serbezova | dubbel-vier (v)             | Brons    |
| Schietsport   | Petar Zapryanov | 50 m geweer liggend         | Brons    |
| Schietsport   | Lyubcho Dyakov | 50 m pistool                | Brons    |
| Turnen        | Stojan Deltshev | individuele meerkamp (m)    | Brons    |
| Volleybal     | Verka Borisova-Stoyanova Tsvetana Bozhurina Rositsa Dimitrova Tanya Dimitrova-Todorova Maya Georgieva-Stoeva Tanya Gogova Valentina Ilieva-Kharalampieva Rumyana Kaisheva Anka Kristolova-Uzunova Silva Petrunova              | zaal (v)                    | Brons    |
| Worstelen     | Mladen Mladenov | Grieks-Romeins, -52 kg (m)  | Brons    |
| Worstelen     | Pavel Pavlov | Grieks-Romeins, -82 kg (m)  | Brons    |
| Worstelen     | Nermedin Selimov | vrije stijl, -52 kg (m)     | Brons    |

## Deelnemers en resultaten

### Atletiek
| Olympiër                                                          | Onderdeel                | Resultaat | Prestatie |
| ----------------------------------------------------------------- | ------------------------ | --------- | --- |
| Ivaylo Karanyotov                                                 | 100 m (m)                | 33e       | serie 7: 4de in 10,66 |
| Petar Petrov                                                      | 100 m (m)                | Brons     | serie 4: 1ste in 10,32 kwartfinale 1: 2de in 10,13 halve finale 1: 1ste in 10,39 finale: 3de in 10,39 |
| Vladimir Ivanov                                                   | 200 m (m)                | 17e       | serie 8: 4de in 21,28 kwartfinale 4: 5de in 20,96 |
| Pavel Pavlov                                                      | 200 m (m)                | 27e       | serie 3: 3de in 21,78 kwartfinale 2: 8ste in 21,35 |
| Petar Petrov                                                      | 200 m (m)                | 32e       | serie 5: 3de in 21,59 kwartfinale 1: 8ste in 21,89 |
| Binko Kolev                                                       | 800m (m)                 | 9e        | serie 4: 3de in 1.48,7 halve finale 2: 3de in 1.47,3 |
| Plamen Krastev                                                    | 110 m horden (m)         | 12e       | serie 3: 3de in 13,95 halve finale 2: 6de in 13,99 |
| Yanko Bratanov                                                    | 400 m horden (m)         | 8e        | serie 2: 5de in 50,56 halve finale 2: 5de in 50,17 finale: 8ste in 56,35 |
| Stanimir Nenov                                                    | 3000 m steeplechase (m)  | 21e       | serie 3: 9de in 8.43,8 halve finale 1: 12de in 8.50,2 |
| Pavel Pavlov Vladimir Ivanov Ivaylo Karanyotov Petar Petrov       | 4x100 m (m)              | 6e        | serie 1: 3de in 39,25 finale: 6de in 38,99 |
| Ivan Tuparov                                                      | verspringen (m)          | 22e       | kwalificatie groep A: 16de met 7,46 m |
| Yordan Yanev                                                      | verspringen (m)          | 8e        | kwalificatie groep A: 9de met 7,84m finale: 8ste met 8,02m |
| Atanas Chochev                                                    | hink-stap-springen (m)   | 6e        | kwalificatie groep A: 5de met 16,42 m finale: 6de met 16,56 m |
| Atanas Mladenov                                                   | hoogspringen (m)         | 24e       | kwalificatie groep B: 9de met 2,10 m |
| Atanas Tarev                                                      | polsstokhoogspringen (m) | 22e       | kwalificatie groep B: 6de met 5,25 m |
| Ivo Yanchev                                                       | polsstokhoogspringen (m) | DNF       | kwalificatie groep B: geen geldige poging |
| Nikola Hristov                                                    | kogelstoten (m)          | 22e       | kwalificatie: 13de met 19,01 m |
| Valcho Stoyev                                                     | kogelstoten (m)          | DNF       | kwalificatie: geen geldige poging |
| Velko Velev                                                       | discuswerpen (m)         | 8e        | kwalificatie: 10de met 61,32m finale: 8ste met 63,04 m |
| Emil Vladimirov                                                   | discuswerpen (m)         | 7e        | kwalificatie: 7de met 62,50 m finale: 7de met 63,18 m |
| Stefan Stoykov                                                    | speerwerpen (m)          | 11e       | kwalificatie: 12de met 78,74 m finale: 11de met 79,04 m |
| Emanuil Dyulgerov                                                 | kogelslingeren (m)       | 6e        | kwalificatie: 11de met 70,60 m finale: 6de met 74,04 m |
| Atanas Andonov                                                    | tienkamp (m)             | 7e        | 100 m: 15de in 11,38 (715 punten) verspringen: 15de met 6,86 m (791 punten) kogelstoten: 3de met 15,59 m (823 punten) hoogspringen: 11de met 2,00 m (857 punten) 400 m: 13de in 50,36 (789 punten) 110 m horden: 6de in 14,83 (867 punten) discuswerpen: 3de met 47,62 m (829 punten) polsstokhoogspringen: 5de met 4,70 m (981 punten) speerwerpen: 15de met 53,54 m (680 punten) 1500 m: 4de in 4.29,2 (595 punten) totaal: 7927 punten   |
| Razvigor Yankov                                                   | tienkamp (m)             | 14e       | 100 m: 9de in 11,26 (742 punten) verspringen: 19de met 6,61 m (738 punten) kogelstoten: 1ste met 16,28 m (863 punten) hoogspringen: 17de met 1,85 m (725 punten) 400 m: 14de in 50,37 (789 punten) 110 m horden: 18de in 15,69 (778 punten) discuswerpen: 2de met 48,02 m (837 punten) polsstokhoogspringen: 7de met 4,60 m (957 punten) speerwerpen: 8ste met 58,12 m (738 punten) 1500 m: 15de in 4.51,2 (457 punten) totaal: 7624 punten |
|                                                                   |                          |           | |
| Sofka Popova                                                      | 100 m (v)                | 11e       | serie 5: 1ste in 11,35 kwartfinale 2: 4de in 11,42 halve finale 2: 7de in 11,40 |
| Mariya Shishkova                                                  | 100 m (v)                | 15e       | serie 3: 3de in 11,57 kwartfinale 1: 5de in 11,47 halve finale 1: 7de in 11,65 |
| Liliyana Panayotova                                               | 200 m (v)                | 11e       | serie 1: 2de in 23,17 kwartfinale 1: 3de in 23,29 halve finale 2: 6de in 23,07 |
| Galina Penkova                                                    | 200 m (v)                | 14e       | serie 6: 3de in 23,35 kwartfinale 2: 5de in 23,37 halve finale 1: 8ste in 23,27 |
| Malena Andonova                                                   | 400 m (v)                | 27e       | serie 4: 6de in 53,30 |
| Svobodka Damyanova                                                | 400 m (v)                | 18e       | serie 1: 4de in 52,23 |
| Rositsa Stamenova                                                 | 400 m (v)                | 15e       | serie 2: 3de in 52,71 halve finale 1: 8ste in 52,96 |
| Totka Petrova                                                     | 800 m (v)                | 11e       | serie 4: 3de in 2.00,6 halve finale 2: 6de in 2.00,0 |
| Nikolina Shtereva                                                 | 800 m (v)                | 7e        | serie 3: 3de in 1.58,9 halve finale 1: 4de in 1.58,9 finale: 7de in 1.58,8 |
| Vesela Yatsinska                                                  | 800 m (v)                | 10e       | serie 2: 3de in 1.59,9 halve finale 2: 5de in 1.59,9 |
| Totka Petrova                                                     | 1500 m (v)               | 15e       | serie 1: 8ste in 4.13,8 |
| Nikolina Shtereva                                                 | 1500 m (v)               | 14e       | serie 2: 7de in 4.08,3 |
| Vesela Yatsinska                                                  | 1500 m (v)               | 10e       | serie 1: 6de in 4.04,7 |
| Jordanka Donkova                                                  | 100 m horden (v)         | 11e       | serie 1: 6de in 13,24 halve finale 1: 6de in 13,39 |
| Daniela Valkova                                                   | 100 m horden (v)         | 14e       | serie 3: 5de in 13,66 halve finale 2: 6de in 13,79 |
| Sofka Popova Liliana Panaiotova Maria Shishkova Galina Encheva    | 4x100 m (v)              | 4e        | finale: 4de in 42,67 |
| Malena Andonova Svobodka Damianova Bonka Dimova Rositsa Stamenova | 4x400 m (v)              | DNF       | serie 1: 2de in 3.28,7 finale: niet gefinisht |
| Lidiya Gusheva                                                    | verspringen (v)          | 12e       | kwalificatie groep B: 5de met 6,56 m finale: 12de met 6,24m |
| Ekaterina Nedeva                                                  | verspringen (v)          | 17e       | kwalificatie groep A: 9de met 5,83 m |
| Lidiya Gusheva                                                    | hoogspringen (v)         | 16e       | kwalificatie groep B: 6de met 1,80 m |
| Ivanka Petrova                                                    | kogelstoten (v)          | 11e       | 18,34 m |
| Elena Stoyanova                                                   | kogelstoten (v)          | 6e        | 20,22 m |
| Verzhinia Veselinova                                              | kogelstoten (v)          | 5e        | 20,72 m |
| Svetla Bozhkova                                                   | discuswerpen (v)         | 11e       | kwalificatie: 5de met 60,84 m finale: 8ste met 63,14 m |
| Maria Vergova-Petkova                                             | discuswerpen (v)         | Zilver    | kwalificatie: 2de met 65,02 m finale: 2de met 67,90 m |
| Tsvetana Ralinska                                                 | speerwerpen (v)          | DNS       | kwalificatie groep B: niet gestart |
| Antoaneta Todorova                                                | speerwerpen (v)          | 10e       | kwalificatie groep A: 5de met 60,56 m finale: 10de met 60,66 m |
| Ivanka Vancheva                                                   | speerwerpen (v)          | 5e        | kwalificatie groep A: 4de met 61,16 m finale: 5de met 65,38 m |
| Valentina Dimitrova                                               | vijfkamp (v)             | 7e        | 100 m horden: 18de in 14,39 (818 punten) kogelstoten: 3de met 15,65 m (931 punten) hoogspringen: 10de met 1,74 m (974 punten) verspringen: 13de met 5,91 m (886 punten) 800 m: 7de in 2.15,5 (849 punten) totaal: 4458 punten |
| Emiliya Kunova                                                    | vijfkamp (v)             | 8e        | 100 m horden: 6de in 13,73 (901 punten) kogelstoten: 15de met 11,98 m (718 punten) hoogspringen: 10de met 1,74 m (974 punten) verspringen: 8ste met 6,10 m (928 punten) 800 m: 5de in 2.11,1 (910 punten) totaal: 4431 punten |

### Basketbal
| Olympiër | Discipline | Resultaat | Prestatie |
| --- | ---------- | --------- | --- |
| Krasimira Bogdanova Diana Braynova-Dilova Vanya Dermendzhieva Silviya Germanova Nadka Golcheva Petkana Makayeeva Penka Metodieva Angelina Mikhaylova Snezhana Mikhaylova Kostadinka Radkova Evladiya Slavcheva Penka Stoyanova | vrouwen    | Zilver    | groepsfase: 2de W van Italië: 102-65 V van Sovjet-Unie: 83-122 W van Cuba: 84-64 W van Hongarije: 90-75 W van Joegoslavië: 81-79 finale: V van Sovjet-Unie: 73-104 |

| Groepsfase |             |             |             |             |        |        |        |        |
| #          | Land        | Wedstrijden | Wedstrijden | Wedstrijden | Punten | Punten | Punten | Punten |
| #          | Land        | G           | W           | V           | V      | T      | Saldo  | Punten |
| 1          | Sovjet-Unie | 5           | 5           | 0           | 553    | 316    | +237   | 10     |
| 2          | Bulgarije   | 5           | 4           | 1           | 440    | 405    | +35    | 9      |
| 3          | Joegoslavië | 5           | 3           | 2           | 356    | 364    | -8     | 8      |
| 4          | Hongarije   | 5           | 2           | 3           | 344    | 407    | -63    | 7      |
| 5          | Cuba        | 5           | 1           | 4           | 346    | 403    | -57    | 6      |
| 6          | Italië      | 5           | 0           | 5           | 308    | 452    | -144   | 5      |

| Ronde      | Datum  | Plaats      | Land   | Score       | Land |
| ---------- | ------ | ----------- | ------ | ----------- | ---- |
| Groepsfase |        |             |        |             |      |
| 20 juli    | Moskou | Italië      | 65-102 | Bulgarije   |      |
| 22 juli    | Moskou | Bulgarije   | 83-122 | Sovjet-Unie |      |
| 24 juli    | Moskou | Bulgarije   | 84-64  | Cuba        |      |
| 27 juli    | Moskou | Hongarije   | 75-90  | Bulgarije   |      |
| 28 juli    | Moskou | Joegoslavië | 79-81  | Bulgarije   |      |
| Finale     |        |             |        |             |      |
| 30 juli    | Moskou | Sovjet-Unie | 104-73 | Bulgarije   |      |

### Boksen
| Olympiër            | Discipline  | Resultaat | Prestatie |
| ------------------- | ----------- | --------- | --- |
| Ismail Mustafov     | -48kg (m)   | Brons     | 1ste ronde: vrij 2de ronde: W van GBR Hawkins: 5-0 kwartfinale: W van ALG Siad: 5-0 halve finale: V van CUB Ramos: 1-4                                                                                       |
| Petar Lesov         | -51kg (m)   | Goud      | 1ste ronde: W van NCA Ramirez: 5-0 2de ronde: W van ETH Sherif: 5-0 kwartfinale: W van MEX Roman: 4-1 halve finale: W van IRL Russell: 5-0 finale: W van URS Mirosjnitsjenko: scheidsrechterlijke beslissing |
| Aleksandr Radev     | -54kg (m)   | 17e       | 1ste ronde: vrij 2de ronde: V van UGA Siryakibbe: scheidsrechterlijke beslissing |
| Tzacho Andreikowski | -57kg (m)   | 5e        | 1ste ronde: vrij 2de ronde: W van NGR Azanor: knock-out 3de ronde: W van BEN Adoukonou: knock-out kwartfinale: V van URS Rybakov: 1-4                                                                        |
| Yordan Lessov       | -60kg (m)   | 5e        | 1ste ronde: W van BEN Martin: knock-out 2de ronde: W van HUN Dezamits: 4-1 kwartfinale: V van URS Demjanenko: 0-5                                                                                            |
| Margarit Anastasov  | -63,5kg (m) | 17e       | 1ste ronde: V van YUG Rusevski: 1-4 |
| Plamen Yankov       | -67kg (m)   | 5e        | 1ste ronde: vrij 2de ronde: W van IRQ Mohammad: 5-0 kwartfinale: V van CUB Aldama: knock-out |
| Zhelio Stefanov     | -71kg (m)   | 9e        | 1ste ronde: W van LIB Halabi: 5-0 2de ronde: V van TCH Franek: gediskwalificeerd |
| Kostadin Folev      | -75kg (m)   | 17e       | 1ste ronde: V van GDR Trauten: 0-5 |
| Bozhidar Ivanov     | -81kg (m)   | 9e        | 1ste ronde: V van GDR Bauch: 0-5 |
| Petar Stoimenov     | +81kg (m)   | 5e        | 1ste ronde: W van SYR Ajjoub: scheidsrechterlijke beslissing kwartfinale: V van GDR Fanghänel: scheidsrechterlijke beslissing                                                                                |

### Boogschieten
| Olympiër             | Discipline      | Resultaat | Prestatie                                                                              |
| -------------------- | --------------- | --------- | -------------------------------------------------------------------------------------- |
| Petyo Kishev         | individueel (m) | 30e       | 1ste ronde: 30ste met 1117 punten 2de ronde: 29ste met 1116 punten totaal: 2233 punten |
|                      |                 |           |                                                                                        |
| Tzvetanka Stoytcheva | individueel (v) | 27e       | 1ste ronde: 23ste met 1089 punten 2de ronde: 29ste met 1055 punten totaal: 2144 punten |

### Gewichtheffen
| Olympiër           | Discipline  | Resultaat | Prestatie                                                        |
| ------------------ | ----------- | --------- | ---------------------------------------------------------------- |
| Stefan Dimitrov    | -60kg (m)   | Zilver    | trekken: 2de met 127,5kg stoten: 1ste met 160kg totaal: 287,5kg  |
| Mincho Pashov      | -67,5kg (m) | Brons     | trekken: 5de met 142,5kg stoten: 3de met 182,5kg totaal: 325kg   |
| Yanko Rusev        | -67,5kg (m) | Goud      | trekken: 1ste met 147,5kg stoten: 1ste met 195kg totaal: 342,5kg |
| Nedelcho Kolev     | -75kg (m)   | Brons     | trekken: 2de met 157,5kg stoten: 3de met 187,5kg totaal: 345kg   |
| Asen Zlatev        | -75kg (m)   | Goud      | trekken: 1ste met 160kg stoten: 2de met 200kg totaal: 360kg      |
| Blagoy Blagoev     | -82,5kg (m) | Zilver    | trekken: 2de met 175kg stoten: 5de met 197,5kg totaal: 372,5kg   |
| Krasimir Drandarov | -82,5kg (m) | 5e        | trekken: 4de met 155kg stoten: 4de met 200kg totaal: 355kg       |
| Rumen Aleksandrov  | -90kg (m)   | Zilver    | trekken: 2de met 170kg stoten: 3de met 205kg totaal: 375kg       |
| Plamen Asparukhov  | -100kg (m)  | DNF       | trekken: 7de met 170kg stoten: geen geldige poging               |
| Valentin Khristov  | +100kg (m)  | Zilver    | trekken: 1ste met 185kg stoten: 2de met 220kg totaal: 405kg      |

### Judo
| Olympiër          | Discipline      | Resultaat | Prestatie |
| ----------------- | --------------- | --------- | --- |
| Iliyan Nedkov     | -65kg (m)       | Brons     | 1ste ronde: W van ECU Arévelo: ippon 2de ronde: W van POR Branco: ippon 3de ronde: V van URS Solodoechin: yuko herkansingen: W van TCH Kříž: waza-ari bronzen finale: W van GDR Reissmann: yuko |
| Georgi Petrov     | -78kg (m)       | 7e        | 1ste ronde: vrij 2de ronde: W van TCH Barta: koka 3de ronde: V van URS Chabareli: yuko herkansingen: V van GDR Heinke: yuko                                                                     |
| Tsancho Atanasov  | -95kg (m)       | 19e       | 1ste ronde: V van BRA Moura: ippon |
| Dimitar Zapryanov | +95kg (m)       | Zilver    | 1ste ronde: vrij 2de ronde: W van YUG Kovačević: ippon halve finale: W van PRK Myong: koka finale: V van FRA Parisi: ippon                                                                      |
| Dimitar Zapryanov | open klasse (m) | 8e        | 1ste ronde: vrij 2de ronde: W van BRA Carmona: koka kwartfinale: V van GBR Mapp: waza-ari |

### Kanovaren
| Olympiër                                                     | Discipline    | Resultaat | Prestatie                                                                    |
| ------------------------------------------------------------ | ------------- | --------- | ---------------------------------------------------------------------------- |
| Ljoebomir Ljoebenov                                          | C-1 500m (m)  | Zilver    | serie 2: 1ste in 1.54,31 finale: 2de in 1.53,49                              |
| Ljoebomir Ljoebenov                                          | C-1 1000m (m) | Goud      | serie 1: 2de in 4.06,82 finale: 1ste in 4.12,38                              |
| Borislav Ananiev Nikolai Ilkov                               | C-2 500m (m)  | Brons     | serie 1: 4de in 1.45,00 halve finale: 1ste in 1.47,42 finale: 3de in 1.44,83 |
| Raycho Karmadzhiev Kaman Kutsev                              | C-2 1000m (m) | Brons     | serie 1: 3de in 3.45,56 finale: 7de in 3.53,89                               |
| Ivan Manev                                                   | K-1 500m (m)  | DNS       | serie 3: niet gestart                                                        |
| Ivan Manev                                                   | K-1 1000m (m) | DNS       | serie 3: niet gestart                                                        |
| Slavcho Mangarakov Boiko Savov                               | K-2 500m (m)  | DNS       | serie 1: niet gestart                                                        |
| Georgi Donchev Lazar Khristov                                | K-2 1000m (m) | DNS       | serie 3: niet gestart                                                        |
| Borislav Borisov Bozhidar Milenkov Lazar Khristov Ivan Manev | K-4 1000m (m) | Brons     | serie 1: 5de in 3.07,19 halve finale: 3de in 3.12,00 finale: 3de in 3.15,46  |
|                                                              |               |           |                                                                              |
| Vanja Gesjeva                                                | K-1 500m (v)  | Zilver    | serie 1: 2de in 1.58,40 finale: 2de in 1.59,48                               |
| Mariya Mincheva Natasha Petrova                              | K-2 500m (v)  | 9e        | serie 1: 5de in 1.50,51 halve finale: 1ste in 1.51,66 finale: 9de in 1.53,12 |

### Moderne vijfkamp
| Olympiër                                      | Discipline | Resultaat | Prestatie |
| --------------------------------------------- | ---------- | --------- | --- |
| Borislav Batikov                              | mannen     | 34e       | paardensport: 35ste in 2.00,8 (978 punten) schermen: 27ste met 19 overwinningen (740 punten) schietsport: 28ste met 191 punten (934 punten) zwemmen: 16de in 3.33,767 (1164 punten) atletiek: 38ste in 14.21,5 (982 punten) totaal: 4798 punten   |
| Simeon Monev                                  | mannen     | 28e       | paardensport: 24ste in 1.52,8 (1010 punten) schermen: 38ste met 15 overwinningen (636 punten) schietsport: 3de met 198 punten (1088 punten) zwemmen: 22ste in 3.35,504 (1148 punten) atletiek: 31ste in 14.04,4 (1033 punten) totaal: 4915 punten |
| Nikolai Nikolov                               | mannen     | 30e       | paardensport: 30ste in 2.02,2 (1004 punten) schermen: 27ste met 19 overwinningen (740 punten) schietsport: 8ste met 197 punten (1066 punten) zwemmen: 40ste in 3.50,725 (1028 punten) atletiek: 37ste in 14.17,8 (994 punten) totaal: 4832 punten |
| Borislav Batikov Simeon Monev Nikolai Nikolov | team (m)   | 10e       | paardensport: 9de met 2992 punten schermen: 11de met 2116 punten schietsport: 3de met 3088 punten zwemmen: 11de met 3340 punten atletiek: 11de met 3009 punten totaal: 14545 punten                                                               |

### Paardensport
| Olympiër                                                     | Discipline  | Resultaat | Prestatie |
| Dressuur                                                     | Dressuur    | Dressuur  | Dressuur |
| ------------------------------------------------------------ | ----------- | --------- | --- |
| Georgi Gadzhev                                               | individueel | 7e        | kwalificatie: 9de met 1146 punten finale: 7de met 881 punten                                                                                    |
| Svetoslav Ivanov                                             | individueel | 8e        | kwalificatie: 8ste met 1190 punten finale: 8ste met 850 punten                                                                                  |
| Petar Mandadzhiev                                            | individueel | 9e        | kwalificatie: 7de met 1244 punten finale: 9de met 846 punten                                                                                    |
| Georgi Gadzhev Svetoslav Ivanov Petar Mandadzhiev            | team        | Zilver    | 3580 punten |
| Eventing                                                     |             |           | |
| Trifon Datsinski                                             | individueel | DNF       | dressuur: 20ste met 65,80 strafpunten crosscountry: niet gefinisht                                                                              |
| Tsvetan Donchev                                              | individueel | 8e        | dressuur: 21ste met 66,40 strafpunten crosscountry: 4de met 114,40 strafpunten springconcours: 5de met 5 strafpunten totaal: 185,80 strafpunten |
| Dimo Khristov                                                | individueel | DNF       | dressuur: 23ste met 68,80 strafpunten crosscountry: 12de met 265,60 strafpunten                                                                 |
| Dzhenko Sabev                                                | individueel | DNF       | dressuur: 12de met 59,40 strafpunten crosscountry: niet gefinisht                                                                               |
| Trifon Datsinski Tsvetan Donchev Dimo Khristov Dzhenko Sabev | team        | DNF       | dressuur: 5de met 191,60 strafpunten crosscountry: niet gefinisht                                                                               |
| Springconcours                                               |             |           | |
| Nikola Dimitrov                                              | individueel | 13e       | 1ste ronde: 14de met 24 strafpunten 2de ronde: 9de met 12,25 strafpunten totaal: 36,25 strafpunten                                              |
| Dimitar Genov                                                | individueel | DNF       | 1ste ronde: niet gefinisht |
| Boris Pavlov                                                 | individueel | 10e       | 1ste ronde: 10de met 16 strafpunten 2de ronde: 6de met 10,50 strafpunten totaal: 26,50 strafpunten                                              |
| Nikola Dimitrov Dimitar Genov Boris Pavlov                   | team        | 6e        | 1ste ronde: 6de met 76,50 strafpunten 2de ronde: 5de met 83,00 strafpunten totaal: 159,50 strafpunten                                           |

### Roeien
| Olympiër | Discipline      | Resultaat | Prestatie |
| --- | --------------- | --------- | --- |
| Chavdar Radoev | skiff (m)       | 10e       | serie 2: 5de in 8.04,96 herkansingen: 3de in 7.28,96 halve finale 2: 6de in 7.34,21 finale B: 4de in 7.32,50 |
| Dimitar Petrov Stoyko Khadilev | dubbel-twee (m) | 9e        | serie 1: 5de in 7.21,83 herkansingen: 4de in 7.01,25 finale B: 3de in 6.43,81                                |
| Rumen Hristov Todor Kishev Tsvetan Petkov                                                                                               | twee-met (m)    | 5e        | serie 1: 2de in 7.58,31 herkansingen: 2de in 7.25,77 finale: 5de in 7.09,21                                  |
| Mincho Nikolov Lyubomir Petrov Ivo Rusev Bogdan Dobrev                                                                                  | dubbel-vier (m) | Brons     | serie 2: 2de in 6.01,68 herkansingen: 2de in 6.00,78 finale: 3de in 5.52,38                                  |
| Georgi Georgiev Lachezar Boychev Kiril Kirchev Valentin Stoev                                                                           | vier-zonder (m) | 9e        | serie 1: 3de in 6.47,21 herkansingen: 3de in 6.22,57 finale B: 3de in 6.22,49                                |
| Khristo Aleksandrov Vilkhelm Germanov Georgi Petkov Stoyan Stoyanov Nenko Dobrev                                                        | vier-met (m)    | 5e        | serie 1: 4de in 6.53,37 herkansingen: 2de in 6.31,46 finale: 5de in 6.28,13                                  |
| Dimitar Yanakiev Todor Mrankov Bozhidar Rangelov Ivan Botev Yani Ignatov Mikhail Petrov Petar Patsev Veselin Shterev Ventseslav Kanchev | acht (m)        | 6e        | serie 1: 4de in 6.03,99 herkansingen: 2de in 5.46,28 finale: 6de in 6.04,05                                  |

### Schermen
| Olympiër                                                                 | Discipline     | Resultaat | Prestatie |
| ------------------------------------------------------------------------ | -------------- | --------- | --- |
| Georgi Chomakov                                                          | sabel (m)      | 16e       | 1ste ronde groep 3 4de met 2 overwinningen 2de ronde groep 1: 4de met 2 overwinningen |
| Khristo Etropolski                                                       | sabel (m)      | 5e        | 1ste ronde groep 4: 1ste met 4 overwinningen 2de ronde groep 1: 4de met 1 overwinning finale: 5de V van URS Krovopoeskov: 3-5 V van URS Boertsev: 3-5 V van HUN Gedővári: 4-5 V van BUL Etropolski: 4-5 W van ITA Maffei: 5-1  |
| Vasil Etropolski                                                         | sabel (m)      | 4e        | 1ste ronde groep 1: 2de met 2 overwinningen 2de ronde groep 2: 2de met 3 overwinningen finale: 4de V van URS Krovopoeskov: 3-5 V van URS Boertsev: 3-5 W van HUN Gedővári: 5-4 W van BUL Etropolski: 5-4 V van ITA Maffei: 1-5 |
| Khristo Etropolski Nikolay Marincheshki Vasil Etropolski Georgi Chomakov | sabel team (m) | 8e        | 1ste ronde groep 2 3de met 0 overwinningen |

### Schietsport
| Olympiër        | Discipline             | Resultaat | Prestatie                             |
| --------------- | ---------------------- | --------- | ------------------------------------- |
| Nonka Matova    | 50m geweer 3 houdingen | 6e        | 1163 punten: (396-380-377)            |
| Emiliyan Yankov | 50m geweer 3 houdingen | 22e       | 1142 punten: (396-381-365)            |
| Nonka Matova    | 50m geweer liggend     | 7e        | 597 punten: (100-100-100-99-98-100)   |
| Petar Zapryanov | 50m geweer liggend     | Brons     | 598 punten: (99-100-99-100-100-100)   |
| Lyubcho Dyakov  | 50m pistool            | Brons     | 565 punten: (96-92-93-92-95-97)       |
| Lyuben Popov    | 50m pistool            | 11e       | 558 punten: (91-92-94-95-92-94)       |
| Ivan Mandov     | 25m snelvuurpistool    | 12e       | 592 punten: (297-295)                 |
| Todor Stoimenov | 25m snelvuurpistool    | 16e       | 590 punten: (294-296)                 |
| Kiril Gechevski | skeet                  | 37e       | 184 punten: (21-24-22-24-24-24-24-23) |
| Anton Manolov   | skeet                  | 21e       | 192 punten: (25-24-25-24-22-24-23-25) |
| Stayko Nenov    | trap                   | 18e       | 187 punten                            |
| Pencho Vichev   | trap                   | 14e       | 188 punten                            |

### Schoonspringen
| Olympiër       | Discipline    | Resultaat | Prestatie                         |
| -------------- | ------------- | --------- | --------------------------------- |
| Petar Georgiev | 3m plank (m)  | 13e       | voorronde: 13de met 504,33 punten |
| Petar Georgiev | 10m toren (m) | 18e       | voorronde: 18de met 391,32 punten |
| Radoslav Radev | 10m toren (m) | 17e       | voorronde: 17de met 406,89 punten |

### Turnen
| Olympiër                                                                                                   | Discipline               | Resultaat | Prestatie |
| --- | ------------------------ | --------- | --- |
| Stoyan Delchev                                                                                             | sprong (m)               | 5e        | kwalificatie: 7de met 19,65 punten finale: 5de met 19,700 punten |
| Stoyan Delchev                                                                                             | brug (m)                 | 5e        | kwalificatie: 1ste met 19,75 punten finale: 5de met 19,575 punten |
| Stoyan Delchev                                                                                             | rekstok (m)              | Goud      | kwalificatie: 1ste met 19,75 punten finale: 1ste met 19,825 punten |
| Stoyan Delchev                                                                                             | ringen (m)               | Goud      | kwalificatie: 7de met 19,55 punten finale: 5de met 19,475 punten |
| Ognyan Bangiev                                                                                             | meerkamp individueel (m) | 39e       | kwalificatie: vloer: 43ste met 18,50 punten sprong: 7de met 19,65 punten brug met gelijke leggers: 28ste met 18,95 punten rekstok: 26ste met 18,70 punten ringen: 39ste met 18,50 punten paard met bogen: 45ste met 18,35 punten totaal: 112,05 punten |
| Stoyan Delchev                                                                                             | meerkamp individueel (m) | Brons     | kwalificatie: 3de vloer: 12de met 19,30 punten sprong: 7de met 19,65 punten brug met gelijke leggers: 1ste met 19,75 punten rekstok: 1ste met 19,75 punten ringen: 7de met 19,55 punten paard met bogen: 10de met 19,50 punten totaal: 117,50 punten finale: vloer: 3de met 9,70 punten sprong: 2de met 9,90 punten brug met gelijke leggers: 3de met 9,80 punten rekstok: 2de met 9,95 punten ringen: 1ste met 10,0 punten paard met bogen: 3de met 9,90 punten totaal: 118,00 punten               |
| Plamen Petkov                                                                                              | meerkamp individueel (m) | 15e       | kwalificatie: 26ste vloer: 15de met 19,15 punten sprong: 49ste met 18,90 punten brug met gelijke leggers: 18de met 19,10 punten rekstok: 49ste met 18,20 punten ringen: 21ste met 19,10 punten paard met bogen: 25ste met 19,05 punten totaal: 113,50 punten finale: vloer: 9de met 9,55 punten sprong: 2de met 9,90 punten brug met gelijke leggers: 16de met 9,50 punten rekstok: 17de met 9,70 punten ringen: 19de met 9,75 punten paard met bogen: 27ste met 9,20 punten totaal: 114,400 punten  |
| Rumen Petkov                                                                                               | meerkamp individueel (m) | 34e       | kwalificatie: vloer: 28ste met 18,85 punten sprong: 18de met 19,45 punten brug met gelijke leggers: 32ste met 18,90 punten rekstok: 46ste met 18,25 punten ringen: 34ste met 18,65 punten paard met bogen: 43ste met 18,40 punten totaal: 112,50 punten |
| Yanko Radanchev                                                                                            | meerkamp individueel (m) | 42e       | kwalificatie: vloer: 28ste met 18,85 punten sprong: 30ste met 19,25 punten brug met gelijke leggers: 53ste met 18,40 punten rekstok: 1ste met 19,75 punten ringen: 42ste met 18,40 punten paard met bogen: 49ste met 18,15 punten totaal: 111,60 punten |
| Dancho Yordanov                                                                                            | meerkamp individueel (m) | 13e       | kwalificatie: 22ste vloer: 30ste met 18,80 punten sprong: 57ste met 18,60 punten brug met gelijke leggers: 14de met 19,20 punten rekstok: 11de met 19,20 punten ringen: 23ste met 19,05 punten paard met bogen: 29ste met 18,90 punten totaal: 113,75 punten finale: vloer: 16de met 9,35 punten sprong: 27ste met 9,60 punten brug met gelijke leggers: 5de met 9,65 punten rekstok: 11de met 9,80 punten ringen: 19de met 9,75 punten paard met bogen: 11de met 9,70 punten totaal: 114,725 punten |
| Ognyan Bangiev Stoyan Delchev Plamen Petkov Rumen Petkov Yanko Radanchev Dancho Yordanov                   | meerkamp team (m)        | 5e        | vloer: 5de met 94,95 punten sprong: 6de met 96,55 punten brug met gelijke leggers: 4de met 95,90 punten rekstok: 4de met 94,65 punten ringen: 6de met 94,85 punten paard met bogen: 5de met 94,65 punten totaal: 571,55 punten |
| |                          |           | |
| Kameliya Eftimova                                                                                          | meerkamp individueel (v) | 34e       | kwalificatie: vloer: 32ste met 18,95 punten sprong: 27ste met 19,25 punten brug: 33ste met 18,95 punten balk: 38ste met 18,45 punten totaal: 75,60 punten |
| Dimitrinka Filipova                                                                                        | meerkamp individueel (v) | 35e       | kwalificatie: vloer: 36ste met 18,80 punten sprong: 27ste met 19,25 punten brug: 38ste met 18,75 punten balk: 31ste met 18,80 punten totaal: 75,50 punten |
| Galina Marinova                                                                                            | meerkamp individueel (v) | 21e       | kwalificatie: 27ste vloer: 19de met 19,40 punten sprong: 23ste met 19,40 punten brug: 36ste met 18,75 punten balk: 27ste met 18,95 punten totaal: 76,50 punten finale: vloer: 20ste met 9,35 punten sprong: 16de met 9,55 punten brug: 31ste met 8,50 punten balk: 31ste met 8,55 punten totaal: 74,20 punten |
| Antoaneta Rakhneva                                                                                         | meerkamp individueel (v) | 40e       | kwalificatie: vloer: 42ste met 18,55 punten sprong: 40ste met 18,75 punten brug: 38ste met 18,75 punten balk: 41ste met 18,40 punten totaal: 74,35 punten |
| Krasimira Toneva                                                                                           | meerkamp individueel (v) | 16e       | kwalificatie: 29ste vloer: 26ste met 19,25 punten sprong: 16de met 19,60 punten brug: 27ste met 19,15 punten balk: 44ste met 18,25 punten totaal: 76,25 punten finale: vloer: 11de met 9,75 punten sprong: 3de met 9,80 punten brug: 14de met 9,60 punten balk: 18de met 9,35 punten totaal: 76,625 punten |
| Silviya Topalova                                                                                           | meerkamp individueel (v) | 15e       | kwalificatie: 23ste vloer: 36ste met 18,80 punten sprong: 21ste met 19,50 punten brug: 24ste met 19,35 punten balk: 12de met 19,55 punten balk: 12de met 19,55 punten totaal: 77,20 punten finale: vloer: 21ste met 9,30 punten sprong: 18de met 9,45 punten brug: 11de met 9,75 punten balk: 6de met 9,80 punten totaal: 76,90 punten |
| Kameliya Eftimova Dimitrinka Filipova Galina Marinova Antoaneta Rakhneva Krasimira Toneva Silviya Topalova | meerkamp team (v)        | 6e        | vloer: 6de met 95,20 punten sprong: 4de met 97,00 punten brug: 6de met 95,00 punten balk: 5de met 94,90 punten totaal: 382,10 punten |

### Volleybal

#### Mannen
| Olympiër | Discipline | Resultaat | Prestatie |
| --- | ---------- | --------- | --- |
| Yordan Angelov Dimitar Dimitrov Stefan Dimitrov Stoyan Gunchev Khristo Iliev Petko Petkov Kaspar Simeonov Khristo Stoyanov Mitko Todorov Tsano Tsanov Emil Valchev Dimitar Zlatanov | zaal (m)   | Zilver    | groep A: 2de W van Cuba: 3-1 (15-7, 15-8, 6-15, 15-8) W van Tsjecho-Slowakije: 3-0 (15-12, 15-5, 15-7) V van Sovjet-Unie: 0-3 (6-15, 8-15, 10-15) W van Italië: 3-1 (15-9, 15-9, 6-15, 15-9) halve finale: W van Polen: 3-0 (15-13, 15-13, 15-7) finale: V van Sovjet-Unie: 1-3 (7-15, 13-15, 16-14, 11-15) |

| Groep A |                   |             |             |             |             |             |             |        |        |        |        |
| #       | Land              | Wedstrijden | Wedstrijden | Wedstrijden | Wedstrijden | Wedstrijden | Wedstrijden | Punten | Punten | Punten | Punten |
| #       | Land              | G           | W           | V           | SW          | SV          | SR          | SPW    | SPL    | Saldo  | Punten |
| 1       | Sovjet-Unie       | 4           | 4           | 0           | 12          | 1           | +11         | 193    | 122    | +71    | 8      |
| 2       | Bulgarije         | 4           | 3           | 1           | 9           | 5           | +4          | 171    | 149    | +22    | 7      |
| 3       | Cuba              | 4           | 1           | 3           | 6           | 9           | -3          | 181    | 178    | +3     | 5      |
| 4       | Tsjecho-Slowakije | 4           | 1           | 3           | 6           | 11          | -5          | 180    | 230    | -50    | 5      |
| 5       | Italië            | 4           | 1           | 3           | 4           | 11          | -7          | 145    | 191    | -46    | 5      |

| Ronde        | Datum  | Plaats      | Land | Score             | Land |
| ------------ | ------ | ----------- | ---- | ----------------- | ---- |
| Groepsfase   |        |             |      |                   |      |
| 22 juli      | Moskou | Bulgarije   | 3-1  | Cuba              |      |
| 24 juli      | Moskou | Bulgarije   | 3-0  | Tsjecho-Slowakije |      |
| 26 juli      | Moskou | Sovjet-Unie | 3-0  | Bulgarije         |      |
| 28 juli      | Moskou | Bulgarije   | 3-1  | Italië            |      |
| Halve finale |        |             |      |                   |      |
| 30 juli      | Moskou | Bulgarije   | 3-0  | Polen             |      |
| Finale       |        |             |      |                   |      |
| 1 augustus   | Moskou | Sovjet-Unie | 3-1  | Bulgarije         |      |

#### Vrouwen
| Olympiër | Discipline | Resultaat | Prestatie |
| --- | ---------- | --------- | --- |
| Verka Borisova-Stoyanova Tsvetana Bozhurina Rositsa Dimitrova Tanya Dimitrova-Todorova Maya Georgieva-Stoeva Tanya Gogova Valentina Ilieva-Kharalampieva Rumyana Kaisheva Anka Kristolova-Uzunova Silva Petrunova | zaal (v)   | Brons     | groep B: 1ste W van Roemenië: 3-1 (15-9, 7-15, 15-5, 15-4) W van Brazilië: 3-0 (15-7, 15-9, 15-12) V van Hongarije: 1-3 (15-8, 9-15, 7-15, 10-15) halve finale: V van DDR: 2-3 (10-15, 15-12, 9-15, 15-7, 6-15) bronzen finale: W van Hongarije: 3-2 (15-5, 3-15, 6-15, 15-4, 15-8) |

| Groep B |           |             |             |             |             |             |             |        |        |        |        |
| #       | Land      | Wedstrijden | Wedstrijden | Wedstrijden | Wedstrijden | Wedstrijden | Wedstrijden | Punten | Punten | Punten | Punten |
| #       | Land      | G           | W           | V           | SW          | SV          | SR          | SPW    | SPL    | Saldo  | Punten |
| 1       | Bulgarije | 3           | 2           | 1           | 7           | 4           | +3          | 138    | 114    | +24    | 5      |
| 2       | Hongarije | 3           | 2           | 1           | 8           | 6           | +2          | 161    | 170    | -9     | 5      |
| 3       | Roemenië  | 3           | 2           | 1           | 7           | 7           | 0           | 157    | 153    | +4     | 5      |
| 4       | Brazilië  | 3           | 0           | 3           | 4           | 9           | -5          | 152    | 171    | -19    | 3      |

| Ronde          | Datum  | Plaats    | Land | Score     | Land |
| -------------- | ------ | --------- | ---- | --------- | ---- |
| Groepsfase     |        |           |      |           |      |
| 21 juli        | Moskou | Bulgarije | 3-1  | Roemenië  |      |
| 23 juli        | Moskou | Bulgarije | 3-0  | Brazilië  |      |
| 25 juli        | Moskou | Bulgarije | 1-3  | Hongarije |      |
| Halve finale   |        |           |      |           |      |
| 27 juli        | Moskou | DDR       | 3-2  | Bulgarije |      |
| Bronzen finale |        |           |      |           |      |
| 29 juli        | Moskou | Bulgarije | 3-2  | Hongarije |      |

### Waterpolo
| Olympiër | Discipline | Resultaat | Prestatie |
| --- | ---------- | --------- | --- |
| Volodia Sirakov Andrei Andreev Kiril Kiriakov Asen Denchev Vasil Nanov Anton Partalev Petar Kostadinov Nikolai Stamatov Biser Georgiev Matei Popov Georgi Gospodinov | mannen     | 12e       | groep C: 4de V van Australië: 5-9 V van Joegoslavië: 2-9 V van Cuba: 1-7 7-12de plek: 6de V van Australië: 5-8 V van Griekenland: 4-6 V van Italië: 4-5 V van Roemenië: 6-10 V van Zweden: 6-8 |

| Groep C |             |             |             |             |             |        |        |        |        |
| #       | Land        | Wedstrijden | Wedstrijden | Wedstrijden | Wedstrijden | Punten | Punten | Punten | Punten |
| #       | Land        | G           | W           | G           | V           | V      | T      | Saldo  | Punten |
| 1       | Joegoslavië | 3           | 2           | 1           | 0           | 24     | 10     | +14    | 5      |
| 2       | Cuba        | 3           | 2           | 1           | 0           | 19     | 11     | +8     | 5      |
| 3       | Australië   | 3           | 1           | 0           | 2           | 15     | 20     | -5     | 2      |
| 4       | Bulgarije   | 3           | 0           | 0           | 3           | 8      | 25     | -17    | 0      |

| Ronde      | Datum  | Plaats      | Land | Score     | Land |
| ---------- | ------ | ----------- | ---- | --------- | ---- |
| Groepsfase |        |             |      |           |      |
| 20 juli    | Moskou | Australië   | 9-5  | Bulgarije |      |
| 21 juli    | Moskou | Joegoslavië | 9-2  | Bulgarije |      |
| 22 juli    | Moskou | Cuba        | 7-1  | Bulgarije |      |

| Groep 7-12de plaats |             |             |             |             |             |        |        |        |        |
| #                   | Land        | Wedstrijden | Wedstrijden | Wedstrijden | Wedstrijden | Punten | Punten | Punten | Punten |
| #                   | Land        | G           | W           | G           | V           | V      | T      | Saldo  | Punten |
| 1                   | Australië   | 5           | 4           | 1           | 0           | 30     | 19     | +11    | 9      |
| 2                   | Italië      | 5           | 4           | 0           | 1           | 26     | 18     | +8     | 8      |
| 3                   | Roemenië    | 5           | 3           | 1           | 1           | 36     | 26     | +10    | 7      |
| 4                   | Griekenland | 5           | 2           | 0           | 3           | 28     | 28     | 0      | 4      |
| 5                   | Zweden      | 5           | 1           | 0           | 4           | 23     | 40     | -17    | 2      |
| 6                   | Bulgarije   | 5           | 0           | 0           | 5           | 25     | 37     | -12    | 0      |

| Ronde      | Datum  | Plaats      | Land | Score     | Land |
| ---------- | ------ | ----------- | ---- | --------- | ---- |
| Groepsfase |        |             |      |           |      |
| 24 juli    | Moskou | Australië   | 8-5  | Bulgarije |      |
| 25 juli    | Moskou | Griekenland | 6-4  | Bulgarije |      |
| 26 juli    | Moskou | Italië      | 5-4  | Bulgarije |      |
| 28 juli    | Moskou | Roemenië    | 10-6 | Bulgarije |      |
| 29 juli    | Moskou | Zweden      | 8-6  | Bulgarije |      |

### Wielersport
| Olympiër                                                       | Discipline         | Resultaat | Prestatie      |
| Baan                                                           | Baan               | Baan      | Baan           |
| -------------------------------------------------------------- | ------------------ | --------- | -------------- |
| Stoyan Petrov                                                  | tijdrit (m)        | 12e       | 1.08,682       |
| Weg                                                            |                    |           |                |
| Borislav Asenov                                                | wegwedstrijd (m)   | DNF       | niet gefinisht |
| Yordan Penchev                                                 | wegwedstrijd (m)   | DNF       | niet gefinisht |
| Andon Petrov                                                   | wegwedstrijd (m)   | DNF       | niet gefinisht |
| Nencho Staykov                                                 | wegwedstrijd (m)   | DNF       | niet gefinisht |
| Borislav Asenov Venelin Khubenov Yordan Penchev Nencho Staykov | ploegentijdrit (m) | 6e        | 2:05.55,2      |

### Worstelen
| Olympiër           | Discipline  | Resultaat   | Prestatie |
| Vrije stijl        | Vrije stijl | Vrije stijl | Vrije stijl |
| ------------------ | ----------- | ----------- | --- |
| Rumen Yordanov     | -48kg (m)   | 7e          | 1ste ronde: W van EGY El-Rifia 2de ronde: V van MEX Frias: 10-12 3de ronde: V van URS Kornilayev: 6-8 |
| Nermedin Selimov   | -52kg (m)   | Brons       | 1ste ronde: W van GBR Dunbar 2de ronde: W van IND Kumar 3de ronde: W van YUG Efremov 4de ronde: W van PRK Jang: 16-6 5de ronde: V van URS Beloglazov 6de ronde: W van HUN Szabo: 19-3 finale ronde: V van POL Stecyk: 5-6                                                 |
| Ivan Tsochev       | -57kg (m)   | 4e          | 1ste ronde: V van URS Beloglazov 2de ronde: W van SYR El-Messouti 3de ronde: W van ITA La Bruna: 13-1 4de ronde: W van HUN Németh 5de ronde: V van MGL Oyuunbold: 6-9 |
| Miho Dukov         | -62kg (m)   | Zilver      | 1ste ronde: W van POL Szymański 2de ronde: W van CUB Cascaret: 8-8 3de ronde: W van HUN Szalontai: 16-8 4de ronde: V van URS Aboesjev: 2-4 5de ronde: W van ROU Şuteu: 10-3 finale ronde: W van GRE Hatziioannidis                                                        |
| Ivan Yankov        | -68kg (m)   | Zilver      | 1ste ronde: W van BEL Segers: 15-1 2de ronde: W van GDR Probst: 11-3 3de ronde: W van CUB Ramos: 11-3 4de ronde: V van URS Absaidov: 1-6 5de ronde: W van IND Singh: 11-7 finale ronde: W van YUG Sejdi: 6-2                                                              |
| Valentin Raychev   | -74kg (m)   | Goud        | 1ste ronde: W van AUT Brötzner 2de ronde: W van ITA Niccolini 3de ronde: W van GDR Steingräber: 25-6 4de ronde: W van IND Singh: 12-8 5de ronde: W van POL Ścigalski: 9-4 6de ronde: W van URS Pinigin 7de ronde: W van YUG Karabin finale ronde: W van MGL Davaajav: 6-5 |
| Ismail Abilov      | -82kg (m)   | Goud        | 1ste ronde: W van SWE Claeson 2de ronde: W van ROU Ţigănaş 3de ronde: W van AUT Busarello: gediskwalificeerd 4de ronde: W van YUG Memedi 5de ronde: W van URS Aratsiov: 8-4 finale ronde: W van HUN Kovács                                                                |
| Ivan Ginov         | -90kg (m)   | 4e          | 1ste ronde: W van IND Singh: gediskwalificeerd 2de ronde: vrij 3de ronde: V van URS Oganisyan: 6-12 4de ronde: W van ROU Ivanov: 7-4 5de ronde: V van GDR Neupert: 3-4 |
| Slavcho Chervenkov | -100kg (m)  | Zilver      | 1ste ronde: W van HUN Bodó: gediskwalificeerd 2de ronde: W van CMR Bineli 3de ronde: W van SEN Sarr 4de ronde: W van URS Mate 5de ronde: vrij finale ronde: W van TCH Strnisko: 11-3                                                                                      |
| Petar Ivanov       | +100kg (m)  | 7e          | 1ste ronde: V van HUN Balla: gediskwalificeerd 2de ronde: W van SYR Dibo 3de ronde: V van GDR Gehrke: 3-5 |
| Grieks-Romeins     |             |             | |
| Pavel Hristov      | -48kg (m)   | 4e          | 1ste ronde: W van SWE Anderson: gediskwalificeerd 2de ronde: W van ITA Maenza: 14-4 3de ronde: W van FIN Haaparanta: 27-0 4de ronde: V van ROU Alexandru: gediskwalificeerd 5de ronde: V van URS Usjkempirov: 7-12                                                        |
| Mladen Mladenov    | -52kg (m)   | Brons       | 1ste ronde: W van GRE Holidis 2de ronde: W van FIN Halonen: 4-3 3de ronde: V van URS Blagisdze: 2-7 4de ronde: W van ROU Gingă: 5-2 finale ronde: V van HUN Rácz: 0-5 |
| Georgi Donev       | -57kg (m)   | 8e          | 1ste ronde: W van FIN Ukkola 2de ronde: V van POL Lipień 3de ronde: V van SWE Ljungbeck: 4-10 |
| Panaiot Kirov      | -62kg (m)   | 5e          | 1ste ronde: W van SYR Karout: gediskwalificeerd 2de ronde: V van HUN Tóth 3de ronde: W van POL Lipień: 5-3 4de ronde: V van YUG Frgić: gediskwalificeerd |
| Ivan Atanasov      | -68kg (m)   | 6e          | 1ste ronde: V van ROU Rusu 2de ronde: W van YUG Čaba: 7-2 3de ronde: W van FRA Lcaze: gediskwalificeerd 4de ronde: V van SWE Sköld: 10-10 |
| Yanko Chopov       | -74kg (m)   | 4e          | 1ste ronde: W van YUG Kasap: gediskwalificeerd 2de ronde: W van DEN Jægergaard 3de ronde: W van HUN Kocsis: 4-3 4de ronde: W van TCH Mácha: 6-2 5de ronde: V van URS Bykov: 4-5                                                                                           |
| Pavel Pavlov       | -82kg (m)   | Brons       | 1ste ronde: W van MGL Baatarkhüü 2de ronde: W van GDR Kühn: gediskwalificeerd 3de ronde: W van HUN Toma: gediskwalificeerd 4de ronde: W van SWE Andersson: 4-3 5de ronde: V van URS Korban: 4-11 finale ronde: V van POL Dołgowicz                                        |
| Stoyan Ivanov      | -90kg (m)   | 9e          | 1ste ronde: V van URS Kanygin: gediskwalificeerd 2de ronde: W van YUG Nišavić: gediskwalificeerd 3de ronde: V van ROU Dicu |
| Georgi Raikov      | -100kg (m)  | Goud        | 1ste ronde: vrij 2de ronde: W van HUN Gáspár: gediskwalificeerd 3de ronde: W van TCH Dvořák: gediskwalificeerd 4de ronde: W van ROU Andrei: 7-2 finale ronde: W van POL Bierła                                                                                            |
| Aleksandar Tomov   | +100kg (m)  | Zilver      | 1ste ronde: W van YUG Ilić: gediskwalificeerd 2de ronde: W van HUN Farkas: gediskwalificeerd 3de ronde: W van ROU Codreanu: gediskwalificeerd 4de ronde: W van LIB Bechara finale ronde: V van URS Koltsjinski: 2-4                                                       |

### Zeilen
| Olympiër                          | Discipline      | Resultaat | Prestatie                           |
| --------------------------------- | --------------- | --------- | ----------------------------------- |
| Nikolai Vasilev                   | finn            | 18e       | 124 punten: (DSQ-18-11-16-14-DNF-7) |
| Dimitr Georgiev Mitko Kabakov     | flying dutchman | 14e       | 114 punten: (13-13-14-13-14-13-10)  |
| Krasimir Krastev Tsviatko Penchev | tornado         | 10e       | 94 punten: (11-10-10-8-9-opgave-10) |

### Zwemmen
| Olympiër                                                         | Discipline            | Resultaat | Prestatie                                       |
| ---------------------------------------------------------------- | --------------------- | --------- | ----------------------------------------------- |
| Tzvetan Golomeev                                                 | 100m vrije slag (m)   | 30e       | serie 3: 6de in 53,50                           |
| Yulian Vasilev                                                   | 100m vrije slag (m)   | 31e       | serie 2: 6de in 53,61                           |
| Tzvetan Golomeev                                                 | 200m vrije slag (m)   | 29e       | serie 6: 7de in 1.55,88                         |
| Petar Kochanov                                                   | 200m vrije slag (m)   | 18e       | serie 6: 4de in 1.54,45                         |
| Petar Kochanov                                                   | 400m vrije slag (m)   | 23e       | serie 3: 6de in 4.05,28                         |
| Branimir Popov                                                   | 100m rugslag (m)      | 21e       | serie 1: 4de in 1.00,06                         |
| Plamen Alexandrov                                                | 100m schoolslag (m)   | 20e       | serie 4: 6de in 1.07,45                         |
| Yulian Vasilev                                                   | 100m vlinderslag (m)  | 17e       | serie 2: 3de in 57,27                           |
| Tsvetan Golomeev Petar Kochanov Petar Stoianov Krasimir Tumanov  | 4x200m vrije slag (m) | DSQ       | serie 2: gediskwalificeerd                      |
| Plamen Donchev Tsvetan Golomeev Branimir Popov Yulian Vasilev    | 4x100m wisselslag (m) | 10e       | serie 1: 4de in 3.58,35                         |
|                                                                  |                       |           |                                                 |
| Sonya Dangalakova                                                | 200m vrije slag (v)   | 13e       | serie 3: 4de in 2.05,67                         |
| Dobrinka Mincheva                                                | 200m vrije slag (v)   | 19e       | serie 2: 4de in 2.09,09                         |
| Tania Bogomilova                                                 | 100m schoolslag (v)   | 13e       | serie 4: 4de in 1.13,52                         |
| Tania Bogomilova                                                 | 200m schoolslag (v)   | 13e       | serie 4: 4de in 2.39,11                         |
| Sonya Dangalakova                                                | 400m wisselslag (v)   | 6e        | serie 2: 3de in 4.56,26 finale: 6de in 4.49,25  |
| Sonya Dangalakova Ani Kostova Dobrinka Mincheva Rumiana Nikolova | 4x100m vrije slag (v) | 7e        | serie 1: 5de in 3.59,65 finale: 7de in 3.56,34  |
| Tania Bogomilova Sonya Dangalakova Dobrinka Mincheva Ani Moneva  | 4x100m wisselslag (v) | 8e        | serie 1: 3de in 4.24,69 finale: 8ste in 4.22,38 |

Afghanistan · Algerije · Andorra · Angola · Australië · België · Benin · Birma · Botswana · Brazilië · Bulgarije · Colombia · Congo-Brazzaville · Costa Rica · Cuba · Cyprus · Denemarken · Dominicaanse Republiek · Duitse Democratische Republiek · Ecuador · Ethiopië · Finland · Frankrijk · Griekenland · Groot-Brittannië · Guatemala · Guinee · Guyana · Hongarije · Ierland · IJsland · India · Irak · Italië · Jamaica · Joegoslavië · Jordanië · Kameroen · Koeweit · Laos · Lesotho · Libanon · Liberia · Libië · Luxemburg · Madagaskar · Mali · Malta · Mexico · Mongolië · Mozambique · Nederland · Nepal · Nicaragua · Nieuw-Zeeland · Nigeria · Noord-Korea · Oeganda · Oostenrijk · Peru · Polen · Portugal · Puerto Rico · Roemenië · San Marino · Senegal · Seychellen · Sierra Leone · Sovjet-Unie · Spanje · Sri Lanka · Syrië · Tanzania · Trinidad en Tobago · Tsjecho-Slowakije · Venezuela · Vietnam · Zambia · Zimbabwe · Zweden · Zwitserland